# Clash of Clans
Clash of Clans è un videogioco sviluppato dall'azienda finlandese Supercell. È stato pubblicato il 2 agosto 2012 per dispositivi iOS e il 7 ottobre 2013 per dispositivi Android.

## Modalità di gioco

### Villaggi
Il gioco richiede di sviluppare dei villaggi portando al massimo livello tutti gli edifici presenti, accumulare trofei e raggiungere tutti gli obiettivi proposti. I giocatori normalmente si riuniscono in Clan, gruppi di massimo 50 utenti che collaborano con una gerarchia interna.
Il giocatore ha a disposizione:
- il Villaggio base: perennemente immerso nel giorno, con edifici e truppe da potenziare tramite risorse dedicate e da cui attaccare Villaggi di altri giocatori reali sparsi per il mondo. L'edificio da cui dipende la possibilità di migliorare tutti gli altri è il Municipio: farlo salire di livello sblocca la possibilità di far salire di livello gli altri edifici e componenti dell'esercito.
- la Base del costruttore: perennemente immersa nella notte, con edifici e truppe simili a quelli del Villaggio base e da cui avviare gli scontri a due, con modalità non dissimili dal Villaggio base. La controparte notturna del Municipio si chiama Sala del costruttore, con la stessa funzione. Base e Villaggio comunicano tramite una barca ormeggiata sulle rive del mare.
- la Capitale del Clan: una montagna con edificati vari villaggi chiamati distretti. Il Clan collabora per migliorare i distretti e avvia gli assalti, altra forma di attacchi, ai distretti di capitali di altri Clan, con varianti delle truppe base. In ciascun distretto è presente il Municipio distrettuale, cuore del distretto come nei due precedenti casi. La Capitale è raggiungibile tramite una nave volante.

Il miglioramento degli edifici nelle varie aree di gioco richiede risorse specifiche per ciascuna, ottenibili tramite gli edifici di produzione e gli attacchi/scontri a due/assalti contro giocatori sparsi il tutto il mondo tramite il proprio esercito, la cui composizione è a discrezione del giocatore. Migliorare determinati edifici sblocca la possibilità di produrre nuovi elementi dell'esercito e potenziarli. 
Un edificio migliorato ha maggiori punti vita del livello precedente, capacità o velocità di produzione (nel caso di edifici per risorse), danno (nel caso di edifici difensivi) ed eventualmente altre caratteristiche. Aumentando di livello il Municipio vengono sbloccati nuovi edifici e nuovi livelli. Il giocatore ha la possibilità di posizionare gli edifici nel punto che preferisce del villaggio, purché non si sovrappongano, e di modificarne la disposizione a piacimento.

### Il giocatore
Il giocatore è identificato da un nickname, un tag, un livello (ininfluente ai fini del gioco), l'appartenenza ad una lega (che dipende dai trofei vinti in attacchi multigiocatore o scontri a due). Il sistema offre al giocatore 54 obiettivi, ciascuno suddiviso in 3 livelli, che richiedono il potenziamento di specifici edifici, la raccolta di ammontare di risorse, la distruzione di quantità di altri edifici in attacchi... Superare ogni livello di obiettivo conferisce una quantità di gemme.

### Attacchi
Un qualsiasi attacco in Clash of Clans prevede che il giocatore schieri nel villaggio avversario il proprio esercito, composto a sua totale discrezione, e da cui trarre risorse da spendere nel proprio. Qualsiasi attacco è basato su un sistema di stelle: abbattere il 50% di un villaggio conferisce una stella; abbattere il Municipio/Sala del costruttore/Municipio distrettuale ne conferisce un'altra; abbattere il 100% del villaggio conferisce la terza stella. Una vittoria è tale se si acquisisce almeno una stella.

### Negozio e mercante
Il negozio è un'area di gioco in cui è possibile scambiare gemme e medaglie di lega per risorse, artefatti, decorazioni, e acquistare tramite microtransazioni le skin degli eroi, gli scenari del villaggio e offerte speciali da parte del sistema.
Il mercante è un personaggio non giocante che offre al giocatore risorse, artefatti, minerali e decorazioni al costo di gemme o medaglie degli assalti.

### Stagione mensile ed eventi
Il primo giorno di ogni mese il sistema rilascia una nuova stagione: superando gli obiettivi indicati vengono accumulati dei punti stagionali e sbloccate risorse e artefatti, in maniera gratuita. Si può anche acquistare tramite microtransazione il pass d'oro per ottenere ulteriori risorse, artefatti, skin degli eroi o scenari del villaggio, a mero scopo estetico.   
Gli eventi sono periodi di tempo di qualche giorno in cui il giocatore ottiene sconti, bonus e/o decorazioni commemorative se utilizza delle combinazioni di truppe particolari durante gli attacchi. In occasione di Halloween, Natale, capodanno cinese o ricorrenze legate alla Supercell si verificano degli eventi speciali, in cui vengono inseriti nel gioco nuove truppe o incantesimi disponibili per un periodo limitato. Di quando in quando vengono rilasciati eventi di durata breve (minieventi) in cui viene richiesto di accumulare punti dedicati similmente alle stagioni. Talvolta il sistema sblocca la possibilità di aprire bauli (reperibili attaccando altri villaggi) al cui interno si possono trovare risorse, artefatti, skin e spuntini (sorta di artefatti con effetti minori e disponibilità di 24 ore).

## Villaggio base

### Risorse
Il Villaggio base prevede l'utilizzo di quattro risorse: oro, elisir, elisir nero e gemme. A potenziare il tutto sono disponibili gli artefatti, le medaglie di lega e i minerali.
- Oro, elisir ed elisir nero sono ottenute tramite gli edifici di produzione, rubandole in attacchi, in guerra, come bonus vari, acquistandole tramite il mercante o microtransazioni: servono per potenziare gli edifici e l'esercito e sono conservate nei depositi. Al rientro online del giocatore, è disponibile un carretto delle risorse, da cui recuperarne una percentuale dagli attacchi subiti.
- Le gemme sono ottenute gratuitamente tramite il superamento di determinati obiettivi, eventi, rimozione di ostacoli, vendita artefatti, producendole dalla miniera di gemme della Base del costruttore oppure acquistandole tramite microtransazioni: servono per terminare istantaneamente qualsiasi produzione, miglioramento, velocizzarne il progresso; oppure per scambiarle con il mercante o nel negozio in cambio di risorse, artefatti, decorazioni della capitale.
- Gli artefatti sono elementi di gioco utili al potenziamento di produzioni e miglioramenti, oppure al termine istantaneo degli stessi. Si ottengono acquistandoli nel negozio del gioco, dal mercante o vincendoli tramite eventi specifici. Possono essere venduti in cambio di gemme. Determinati artefatti possono essere usati solo nel Villaggio base.
- Le medaglie di lega vengono ottenute alla fine della lega di guerra tra Clan e possono essere scambiate per risorse, artefatti, decorazioni e skin degli eroi.
- I minerali (lucenti, raffinati e stellari) potenziano le abilità degli eroi tramite il fabbro e si ottengono vincendo attacchi e guerre.

### Edifici
All'inizio del gioco il Villaggio presenta tre edifici:
- il Municipio: il cuore del Villaggio. Migliorare il Municipio sblocca la possibilità di aumentare di livello le altre strutture o aggiungerne di nuove. Il giocatore accede agli artefatti tramite il Municipio.
- il Castello del Clan: edificio a cui fare riferimento per tutto ciò che riguarda il proprio Clan; ospita le truppe donate in rinforzo dal Clan.
- Capanna del costruttore: progredendo con il gioco, è possibile acquistarne altre tramite gemme. Tante Capanne del costruttore sono disponibili, tanti sono i miglioramenti avviabili in contemporanea. Il sistema mette a disposizione un massimo di cinque Capanne,[3] più una sesta, raggiungendo determinati obiettivi nella Base del costruttore. Di quando in quando il gioco mette a disposizione il goblin per le costruzioni, che assume il ruolo di settimo costruttore in cambio di gemme.

Progredendo il Villaggio, si sbloccano edifici di produzione e conservazione risorse; edifici difensivi e trappole; edifici per l'esercito, per produrre, stazionare e migliorarne gli elementi.
La Capanna degli aiutanti ospita l'apprendista costruttore, che velocizza gratuitamente i miglioramenti degli edifici; l'assistente di laboratorio, che velocizza gratuitamente i miglioramenti nel Laboratorio; e l'alchimista, che converte una delle tre risorse base (oro, elisir o elisir nero) in un'altra, con un bonus che aumenta con il livello dell'alchimista stessa.
Di quando in quando nel villaggio compaiono degli ostacoli, eliminabili per ottenere gemme. Eventi vari regalano decorazioni per il villaggio, a puro scopo estetico.

### Esercito
Costruire il proprio Villaggio è una parte importante del gioco, ma è anche fondamentale attaccare Villaggi avversari per accumulare risorse e trofei. Per fare ciò, è necessario addestrare un esercito, composto da truppe, incantesimi, macchine d'assedio, eroi e famigli. Dopo ogni attacco l'esercito è nuovamente disponibile, senza costi di tempo e risorse, ed è possibile cambiarne la composizione gratuitamente. 
- Le truppe costituiscono la base dell'esercito. Ciascuna di esse si caratterizza per il bersaglio preferito, l'obiettivo, la velocità, i punti vita, i danni inflitti al secondo e gli spazi esercito occupati. Le truppe sono prodotte nelle Caserme, potenziate nel Laboratorio, stanziano negli Accampamenti e possono esser trasformate in versioni più potenti chiamate supertruppe.
- Gli incantesimi sono un valido supporto negli attacchi. Ciascuno di essi influenza un'area circolare e si caratterizza per raggio d'influenza, effetto, durata, colore e spazi incantesimi occupati. Gli incantesimi sono prodotti nelle Fabbriche di incantesimi e potenziati nel Laboratorio. La quantità di incantesimi lanciabili in battaglia dipende dal livello delle Fabbriche di incantesimi.
- Le macchine d'assedio sono un ulteriore supporto all'esercito. Ciascuna di esse ha differenti caratteristiche e possono contenere truppe. Le macchine sono prodotte nell'Officina e potenziate nel Laboratorio. Si può schierare una sola macchina d'assedio per attacco.
- Gli eroi fanno parte dell'esercito in attacco e difendono il Villaggio. Sono potenziati tramite la Sala degli eroi e stazionano attorno a degli stendardi dedicati. Ciascuno dispone di due abilità intercambiabili attivabili in battaglia, a scelta tra varie, e potenziabili tramite i minerali all'interno del Fabbro. Ad ogni stagione viene messo a disposizione un set di skin degli eroi per cambiarne l'estetica.
- Per ciascun eroe è assegnabile fino a un famiglio di supporto, animali potenziati nella Casetta dei famigli.

In aggiunta al proprio esercito il giocatore può chiedere in chat truppe, incantesimi e macchine d'assedio dai compagni di Clan. Le truppe di rinforzo sono utili in attacco o a difesa del Villaggio.

### Attacchi

#### Addestramento e Mappa goblin
L'addestramento è un attacco guidato dal sistema, con un esercito precostruito, per imparare strategie specifiche e ottenere risorse, senza limiti di tempo.
La Mappa goblin offre 90 villaggi abitati da goblin precostruiti dal sistema, ciascuno da attaccare senza durata massima di tempo, con una composizione dell'esercito a discrezione del giocatore. La Mappa goblin è utile per imparare, ottenere risorse e sbloccare obiettivi.

#### Attacco multigiocatore
Un attacco multigiocatore è diretto ad un Villaggio gestito da un altro giocatore reale in tutto il mondo, scelto in relazione alla lega di appartenenza e livello del Municipio, per sottrarre risorse. L'addestramento delle truppe è istantaneo e non costa risorse. Una volta avviata la ricerca di un Villaggio da attaccare, non è possibile cambiare l'esercito. 
In tutte le leghe sotto la Leggenda (5000 trofei) è possibile avviare un qualsiasi numero di attacchi, le risorse ottenute vengono sottratte all'avversario (e viceversa) ed è possibile passare ad un altro Villaggio se il primo non soddisfa (ammontare di risorse troppo basso o composizione troppo difficile). In lega Leggenda (oltre i 5000 trofei) si possono avviare solo 8 attacchi ogni 24 ore ma le risorse ottenute non vengono sottratte all'avversario (e viceversa). Non è possibile passare ad un avversario successivo. Alla fine di ogni mese l'ammontare di trofei viene resettato a 5000 e tutti quelli accumulati sono aggiunti nel profilo del giocatore. 
In qualsiasi lega la prima truppa schierata avvia l'attacco, che può terminare per abbattimento totale dell'esercito, per vittoria al 100%, per termine del tempo di attacco (3 minuti) o per resa. Al termine dell'attacco vengono accumulate le risorse e i trofei, ottenuti in base alle stelle raccolte: una vittoria (almeno una stella) offre trofei, una sconfitta ne fa perdere. All'opposto, il giocatore attaccato perde/ottiene i trofei vinti/persi da chi è stato attaccato.
L'ammontare di trofei inserisce il Villaggio in una lega (range di trofei): maggiore è la lega di appartenenza, maggiore è il bonus stella giornaliero, guadagnato ottenendo un totale di 5 stelle ogni 24 ore. 
In caso di attacco ricevuto il giocatore ottiene uno scudo, ossia un lasso di tempo durante il quale non può essere attaccato. Il giocatore che attacca con lo scudo attivo lo fa calare di qualche ora. Lo scudo può anche essere acquistato tramite gemme nel negozio.
Gli attacchi sono visionabili tramite replay e condivisibili nella chat di Clan.

#### Sfida amichevole
Trattasi di un attacco tra membri del proprio Clan per allenarsi e provare strategie. A differenza di una normale battaglia multigiocatore, una sfida amichevole non offre né sottrae risorse o trofei ai due giocatori coinvolti e tutte le truppe e incantesimi sono nuovamente disponibili alla fine della sfida. È visionabile dagli altri membri del Clan in diretta o successivamente. È possibile anche auto-sfidare il proprio villaggio.

## Base del costruttore
Anche in questo caso l'obiettivo è sviluppare la Base utilizzando le tre risorse: oro del costruttore, elisir del costruttore e le gemme (le stesse del Villaggio base). Determinati artefatti possono essere utilizzati solo nella Base del costruttore.
La controparte notturna del Municipio si chiama Sala del costruttore e sono disponibili solo due costruttori. Il Castello del Clan è assente e non si possono richiedere rinforzi.
Sino alla Sala del costruttore di livello 5, la Base è del tutto simile al Villaggio; dalla Sala a livello 6 viene sbloccata una seconda sezione (graficamente oltre una caverna) e gli edifici devono essere equamente distribuiti nelle due sezioni.
Gli edifici e l'esercito sono varianti delle controparti diurne, inoltre ogni accampamento aumenta di uno slot l'esercito: ogni slot è occupato da una o più truppe dello stesso tipo, a seconda del livello della stessa. Le truppe vengono addestrate istantaneamente e gratuitamente. Non sono presenti incantesimi, macchine d'assedio e famigli, ma sono disponibili due eroi. 

### Scontro a due
L'attacco tramite la Base si chiama scontro a due. In questa modalità, il giocatore che avvia lo scontro attacca la Base di un altro giocatore, e avrà possibilità di essere attaccato. Non vengono sottratte risorse alle Basi, ma ogni attacco conferisce oro (a seconda dell'attacco effettuato), ed elisir (a seconda della propria difesa), più il bonus di risorse giornaliero accumulando 10 stelle ogni 24 ore.
Una volta avviato uno scontro, il sistema propone una Base e il giocatore può cambiare le truppe presenti negli slot esercito: schierata la prima truppa, ha inizio lo scontro (2 minuti di tempo massimo). Per Basi con Sala del costruttore fino a livello 5, l'attacco è del tutto simile a quello del Villaggio base; l'attacco a una base con Sala da livello 6, una volta accumulate 3 stelle (100%), prosegue nella seconda sezione con l'esercito restante più un supporto. Anche la seconda parte dura al massimo 2 minuti e permette di accumulare fino a ulteriori 3 stelle (200% di distruzione). È sempre possibile dichiarare la resa.
È presente un sistema di leghe: a seconda della percentuale raggiunta si ottiene un ammontare di trofei del costruttore a cui vanno sottratti i trofei guadagnati dall'avversario (e viceversa); maggiore è la lega, maggiore è il bonus stella ottenuto. 

### Scontro a due amichevole
Trattasi di una sfida tra due giocatori dello stesso Clan nella quale non si ottengono né perdono risorse o trofei.

## Clan
Un Clan è un gruppo di giocatori riuniti che collaborano donandosi truppe a vicenda per aiutarsi nelle battaglie multigiocatore, combattere le guerre tra Clan e condividere la capitale, caratterizzato da un nome fisso, un tag fisso, uno stemma modificabile, una descrizione e altre impostazioni. Fino al 2019 il sistema metteva a disposizione una chat globale per reclutare nuovi membri che riuniva giocatori con la stessa lingua impostata; la chat globale è stata sostituita da un sistema di etichette che indica il tipo di giocatori richiesti dal Clan: in base alle impostazioni i giocatori esterni possono entrare liberamente, entrare su invito o non entrare.
La chat di Clan è utile per socializzare, scambiarsi idee, preparare tattiche, chiedere e donare rinforzi di truppe, incantesimi e macchine d'assedio, condividere replay di attacchi o difese, nonché sfidare gli altri membri del Clan in un attacco al proprio Villaggio.
Il comando del Clan è di tipo gerarchico:
- il capo: può accettare ed invitare nuove reclute, promuovere o degradare qualunque membro in qualunque grado, espellere qualunque membro; scatenare guerre, leghe di guerra e assalti alla capitale; assegnare le medaglie delle leghe di guerra, modificare la disposizione dei distretti della Capitale del Clan, modificare le impostazioni del Clan. Un giocatore che fonda un Clan ne diventa il capo e, se successivamente promuove un co-capo, si scambiano di grado; in caso di sua uscita dal Clan, il nuovo capo sarà il membro con maggiore anzianità.
- i co-capi: possono accettare ed invitare nuove reclute, promuovere qualunque membro ad anziano o co-capo, degradare anziani, espellere anziani e reclute; scatenare guerre, leghe di guerra e assalti alla capitale; assegnare le medaglie delle leghe di guerra, modificare la disposizione dei distretti della Capitale del Clan, modificare le impostazioni del Clan.
- gli anziani: possono accettare ed invitare nuove reclute o espellerle.
- le reclute: è il grado ottenuto all'ingresso nel Clan e non dà alcun potere decisionale.[5]

Un giocatore può uscire liberamente dal proprio Clan. In caso di ritorno, sarà una recluta.

### Guerre tra Clan
La guerra tra Clan è una serie di attacchi di un Clan contro un altro Clan, accoppiati dal sistema confrontando le potenze di attacco e difesa per rendere la guerra equilibrata. A questo scopo ciascun giocatore dispone di una base di guerra, controparte del Villaggio base, che può avere una disposizione differente dallo stesso, ma con gli stessi edifici dello stesso livello.
Ad un giorno di preparazione della guerra (per ricognizione delle basi e rinforzi ai Castelli) segue un giorno di battaglia in cui ciascun partecipante può compiere fino a due attacchi a due basi diverse. La vittoria viene assegnata al Clan che ha accumulato più stelle; in caso di parità di stelle, il sistema valuta la percentuale di distruzione totale; in caso di parità anche di questo parametro, il sistema decreta il pareggio. I partecipanti ottengono un quantitativo di risorse chiamato bottino di guerra che varia a seconda della vittoria (100% del bottino), pareggio (50% del bottino) o sconfitta (30% del bottino).
Al termine di una guerra il Clan ottiene punti esperienza che ne aumentano il livello, ottenendo vantaggi: potenziamento dei livelli delle truppe donate, maggiore bottino di guerra o modifiche estetiche allo stemma del Clan.

### Guerra amichevole
Il sistema permette di organizzare una guerra amichevole contro un altro Clan da cui non si ottengono risorse né punti esperienza.

### Leghe di guerra tra Clan
All'inizio di ogni mese si può iscrivere il Clan alle leghe di guerra, un evento che sostituisce le guerre classiche in cui il Clan viene raggruppato con altri sette Clan: ogni giorno viene preparata la guerra successiva con i rinforzi ai Castelli e, contemporaneamente, ogni partecipante ha a disposizione un attacco ad una base avversaria nella guerra in corso. La lega di guerra, quindi, dura otto giorni: il primo solo di preparazione, i successivi di preparazione e attacco, l'ultimo solo di attacco. Ogni vittoria, pareggio o sconfitta consegna dei bonus di risorse ai partecipanti, come nelle guerre classiche. Al termine della lega, il Clan può essere promosso o retrocesso di lega del Clan (a lega maggiore corrispondono maggiori bonus) e ciascun partecipante ottiene delle medaglie di lega con cui acquistare artefatti e risorse, più altre assegnate dai co-capi.

### Giochi del Clan
Ogni 22 del mese vengono rilasciati i Giochi del Clan: trattasi di sfide che ciascun giocatore può tentare di portare a termine: distruzione di determinati edifici, vittorie o stelle accumulate in attacchi multigiocatore o in scontri a due e/o con determinate truppe, raccolta di risorse e quant'altro. Ogni sfida porta al giocatore dei punti del Giochi, che si accumulano a quelli totali del Clan. Al termine dei Giochi vengono offerte risorse e artefatti in base ai punti accumulati dal Clan.

### Capitale del Clan

#### Risorse
Gli edifici dei distretti della Capitale del Clan si potenziano con l'oro della Capitale, risorsa prodotta dalla Fucina o ottenuta tramite gli assalti alla Capitale.
Al termine del week-end degli assalti ciascun membro del Clan che vi ha partecipato ottiene un ammontare di medaglie, da spendere tramite il mercante per ottenere risorse, artefatti e decorazioni per la Capitale stessa.

#### Distretti e assalti
La Capitale del Clan viene sbloccata al livello 2 del Clan, e possono contribuirvi solo giocatori con almeno il Municipio di livello 6. La Capitale si divide in distretti, villaggi con strutture specifiche da potenziare collaborativamente.
Da ogni venerdì mattina (ora italiana) a lunedì mattina (ora italiana) il sistema rilascia la possibilità di avviare gli assalti ad altre Capitali per ottenere oro della Capitale. Ogni giocatore dispone di un esercito composto da truppe e incantesimi, versioni differenti di quelle del Villaggio base, e con livelli comuni a tutto il Clan. La composizione dell'esercito è a discrezione del singolo.
L'esercito viene composto prima dell'assalto e può essere cambiato ad ogni assalto. La percentuale di distruzione ad un distretto e gli incantesimi lanciati permangono per l'assalto successivo (dello stesso giocatore o di un altro). Ogni giocatore dispone di cinque assalti, più un sesto bonus in caso di distruzione completa di un distretto (100%). L'assalto alla Capitale obbliga a distruggere prima i distretti e poi il Picco della Capitale, in cima alla montagna. Distrutto anch'esso, il gioco ricerca un'altra Capitale da assaltare e così via fino al termine del week-end. Al termine del week-end degli assalti i membri che hanno partecipato ricevono un ammontare di medaglie della Capitale, da spendere tramite il mercante.

## Accoglienza
Tra il dicembre 2012 e il maggio 2013 Clash of Clans è stato il 5° gioco più scaricato su App Store (circa 100.000.000 di download) e sempre nel 2013 è stato il terzo gioco in classifica dei guadagni su Google Play, portando il gioco a fine anno a un fatturato compreso tra gli 800 milioni di dollari e il miliardo.
Nel 2017 il Museo Finlandese dei Giochi (Suomen pelimuseo, dedicato anche a giochi non elettronici) lo annoverò tra i suoi primi 100 classici giochi finlandesi.

### Critica
Clash of Clans ha ricevuto generalmente recensioni positive. La versione iOS ha ottenuto un punteggio di 74/100 su Metacritic e 80,00% su GameRankings.
Leif Johnson di Gamezebo fu colpito dal gioco assegnando 4.5 su 5. Capì in fretta che il gioco spingeva all'acquisto di gemme ma elogiò la Mappa Campagna dei Goblin (single player). Ha concluso dicendo:
Peter Willington di Pocket Gamer (il quale recensì il gioco diversi mesi dopo la data d'uscita) fu ugualmente colpito, assegnando 9 su 10 e dandogli un "Gold Award". Ha scritto che il gameplay è stato costruito sulla progressione che richiede unità (le truppe) sempre più sofisticate, elaborando strategie e pensando a quali elementi si debbano migliorare all'interno del proprio Villaggio.
John Bedford di Modojo fu meno colpito dal gioco assegnando 3 su 5. La principale critica si riferì al fatto che Clash of Clans non fosse a pagamento. Inoltre paragonò il gioco a titoli simili già usciti nel passato; Clash of Clans aggiungeva solo una piccola fetta in più di gameplay.

## ClashCon
Il 27 luglio 2015 Supercell annuncia la prima conferenza dedicata a Clash of Clans e ai loro giocatori, che si è tenuta a Helsinki il 24 ottobre 2015. Durante questa conferenza l'azienda ha svelato le principali caratteristiche riguardanti il successivo aggiornamento (uscito il 10 dicembre) con l'incremento del Municipio al livello 11 e con l'Artiglieria Aquila e il Gran Sorvegliante.
L'evento sarebbe dovuto ritornare nel 2016, salvo per poi essere cancellato.

## In altri media

### Clash-A-Rama
Nel dicembre 2014 Supercell, in collaborazione con l'azienda Tolerable Entertainment, pubblica su YouTube dei cortometraggi in stile super deformed basati sul gioco, chiamati Clash-A-Rama, che l'8 dicembre 2016 diventano una webserie con episodi di circa 10 minuti. La serie è stata ideata da tre ex sceneggiatori e produttori dei Simpson ed è animata da Rough Draft Studios; oltre ai personaggi di Clash of Clans e Clash Royale, sono presenti alcuni easter egg di altri giochi Supercell.
È composta da due stagioni più 4 episodi speciali, pubblicati in occasione del Natale, dei Mondiali di Russia del 2018 o del quinto anniversario di Clash of Clans. Gli episodi sono disponibili su YouTube, sul sito ufficiale dei due giochi e su twitch.tv, sottotitolati in varie lingue, alcuni doppiati anche in italiano.
Dalla webserie sono stati tratti dei mini-fumetti omonimi, pubblicati online.
Nel 2019 la seconda stagione di Clash-A-Rama vince un Webby Award nella categoria "Best Video Series & Channels: Animation".
Serie Animata Netflix
Il 20 maggio 2025 è stata annunciata una nuova serie animata che verrà rilasciata su Netflix.

## Controversie
Nel marzo 2022 la Supercell annuncia che con i successivi aggiornamenti il gioco verrà rimosso dalla disponibilità in Russia e in Bielorussia.